# 余呉バス
余呉バス（よごバス）は、滋賀県長浜市（旧・伊香郡余呉町）で運行しているコミュニティバス。
2008年（平成20年）11月1日から運行を開始した。一般路線と予約制バス（デマンドバス）がある。

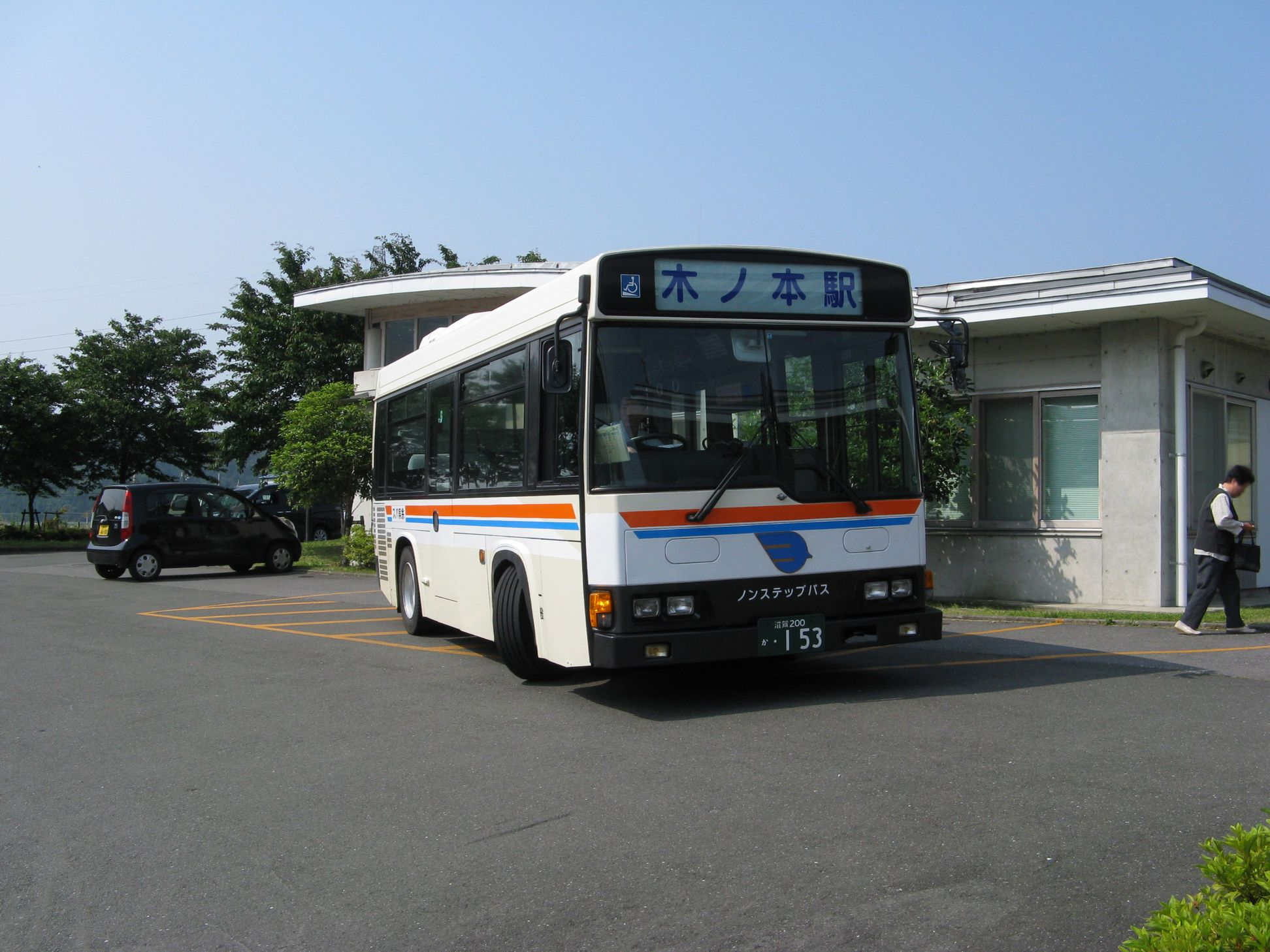
余呉町役場（当時）前に停車中の柳ヶ瀬線バス（2009年6月）

## 概要
かつて（2000年（平成12年）4月1日より）旧・余呉町が湖国バスに委託運行していた路線（柳ヶ瀬線・片岡西線・丹生線）を、2008年に引き継いだ。旧余呉町内を運行する路線を運営しているが、木ノ本駅へ乗り入れる便もある。
特記事項
- 運賃は「運賃制度」を参照。運賃は「運賃制度」を参照。

## 運賃制度
運賃
- 距離制のため、乗車区間によって変動する。なお、小児と障がい者は半額。

回数券
- 2,000円（200円券 6枚、100円券 5枚、50円券 10枚）

定期券
- 通勤定期券と通学定期券とよごパス定期券（後述）を扱っているが、通学定期は「学期定期」（1学期単位に分けたもの）[4]というものも販売している。

よごパス定期券
- 満61歳以上の方ならどなたでも1乗車200円で利用できる、1か月単位の福祉定期券[5]（※1か月分・3か月分・6か月分を販売）。

## 路線
※カッコ内を発着・経由しない便がある。なお、運行パターンは下記のとおりであるが、本数の記述はすべて省略する。

### 一般路線

#### 柳ヶ瀬線
- 木ノ本駅 - 木之本バスターミナル - 湖北病院 - 坂口 - （余呉駅 - ）中之郷 - （やまなみセンター - ）中之郷北 - （余呉小中学校 - ）東野 - 今市 - 小谷 - 柳ヶ瀬 - 椿坂 - 中河内
- 木ノ本駅 - 木之本バスターミナル - 湖北病院 - 坂口（ ← 余呉駅） - 中之郷 - やまなみセンター - 中之郷北 - 東野 - 今市 - 小谷 - 柳ヶ瀬 - 椿坂
- 余呉駅 - 中之郷 - 中之郷北 - 東野 - 今市 - 小谷 - 柳ヶ瀬 - 椿坂（ - 中河内）
- 余呉駅 - 中之郷 - 中之郷北 - （余呉小中学校 → ）東野 - 今市 - 小谷 - 柳ヶ瀬

備考
曜日を問わず運行するが、お盆（8月14日 - 16日）と年末年始（12月29日から翌年1月3日）は土曜・休日ダイヤに変更して運行する。

#### 丹生線
- 木ノ本駅 - 木之本バスターミナル - 湖北病院 - 坂口 - （余呉駅 - ）中之郷 - （やまなみセンター - ）中之郷東 - ウッディパル - 下丹生 - 上丹生（ - 菅並 - 洞寿院）
- 余呉駅 - 中之郷 - 中之郷東 - ウッディパル - 下丹生 - 上丹生（ ← 菅並 ← 洞寿院）

備考
曜日を問わず運行するが、お盆（8月14日 - 16日）と年末年始（12月29日から翌年1月3日）は土曜・休日ダイヤに変更して運行する。

### 予約制バス

#### 片岡西線
- 木ノ本駅 - 木之本バスターミナル - 湖北病院 - 坂口 - 余呉駅 - 中之郷 - やまなみセンター - 中之郷東 - ウッディパル - 下丹生 - 上丹生 - 摺墨
- 木ノ本駅 - 木之本バスターミナル - 湖北病院 - 坂口 - 余呉駅 - ビジターセンター - 川並 - 八戸 - やまなみセンター - 中之郷西 - 東野 - 国安 - 文室 - 余呉片岡郵便局 - 池原
- 余呉駅 - ビジターセンター - 川並 - 八戸 - 中之郷西 - 東野 - 文室 - 余呉片岡郵便局 - 池原

備考
※乗車前日の15時までに要予約。土曜・休日ダイヤとなる日は全便運休。

## 車両
路線バス用として5台が在籍する。なお、過去には湖国バスから譲渡された車両（日野・レインボーHR）が2台在籍していたが、車両置き換えのため現存しない。
- 日野・ポンチョ
- トヨタ・ハイエース